# フェリサウルス
フェリサウルス（Ferrisaurus、「鉄のトカゲ」の意）はカナダのブリティッシュコロンビアの白亜紀後期の地層（タンゴクリーク層）で発見された角竜類の属の一つ。
カナダのブリティッシュコロンビア州北部で見つかった恐竜の部分骨格は、以前は詳細不明の新角竜類と呼ばれていたが、2019年11月の論文でレプトケラトプス類の角竜の新属新種と解釈され、フェリサウルス・スストゥネンシス（Ferrisaurus sustunensis）として記載された。ブリティッシュコロンビアでは初めて記載された非鳥類恐竜である。
ホロタイプには、胸帯、左前肢、左後肢、および右足の一部が含まれる。尺骨と趾骨の比率に基づいて、他の既知のレプトケラトプス類と区別可能とされている。合理的に系統発生のコンテキスト内に配置でき、モンタノケラトプスよりもレプトケラトプスに近縁であると解釈された。生息年代は6820万 - 6720万年前と推定される。モンタノケラトプスとレプトケラトプスの間の期間に生息し、両者とわずかにオーバーラップしており、ララミディア大陸西部におけるレプトケラトプス類の分布の延長を示唆する。